# عملية خارج الصندوق
عملية البستان (عبرية: מבצע בוסתן، ميفتسا بستان) كانت ضربة جوية إسرائيلية على ما يشتبه بأنه مفاعل نووي في محافظة دير الزور السورية بعد منتصف الليل مباشرة (التوقيت المحلي) يوم 6 سبتمبر 2007.
في 26 سبتمبر 2017، استولت قوات سوريا الديمقراطية – وهو ائتلاف يضم مقاتلين من وحدات حماية الشعب الكردية، ومقاتلين عرب سنة ضد الأسد، وميليشيات من القبائل السنية تدعمهم الإمدادات العسكرية من الولايات المتحدة الأمريكية والقوات الجوية الأمريكية – على موقع الكبر النووي الموجود في الضفة الشمالية من الفرات بين الرقة ودير الزور – من قوة منسحبة تابعة لتنظيم الدولة الإسلامية في شمال محافظة دير الزور.

## نشاط ما قبل الضربة
في عام 2001، قام الموساد، دائرة الاستخبارات الخارجية الإسرائيلية، بتحديد سمات الرئيس السوري بشار الأسد المنصب حديثا. ولوحظت الزيارات التي قامت بها شخصيات كورية شمالية، التي ركزت على عمليات تسليم الأسلحة المتقدمة. واقترحت آمان، شعبة الاستخبارات العسكرية الإسرائيلية، مناقشة الأسلحة النووية، إلا أن الموساد رفض هذه النظرية. في ربيع عام 2004، أفادت الاستخبارات الأمريكية بوجود اتصالات متعددة بين سورية وكوريا الشمالية، وتعقبت المكالمات إلى موقع صحراوي يسمى «الكبر». وقامت الوحدة 8200، وهي استخبارات إشارات إسرائيل ووحدة لفك الشفرات، بإضافة الموقع إلى قائمة المراقبة.
في 22 أبريل 2004، حدث انفجار هائل على قطار بضائع كوري شمالي يتوجه إلى ميناء نامبو. استنادا إلى كاتب المخابرات البريطاني جوردن توماس، علم الموساد أن العشرات من التقنيين النوويين السوريين كانوا في مقصورة تجاور عربة مغلقة. استنادا إلى توماس، السوريون قد وصلوا إلى كوريا الشمالية لجمع المادة الانشطارية المخزنة في العربة. قتل كل التقنيين في انفجار القطار. وقد تم نقل جثثهم جوا إلى سوريا في توابيت مغطاة بالرصاص على متن طائرة عسكرية سورية. جرى تطويق منطقة واسعة حول موقع الانفجار لأيام حيث كان جنود كوريون شماليون في بدلات ضد التلوث يجمعون حطاما ويرشون المنطقة. محللو الموساد شكوا بأنهم كانوا يحاولون استعادة البلوتونيوم الصالح كسلاح. منذ الانفجار، قام الموساد بتعقب حوالي اثنتا عشرة رحلة من قبل ضباط وعلماء عسكريين سوريين إلى بيونغ يانغ، حيث التقوا المسؤولين الكوريون الشماليين الكبار.
الديلي تلغراف، مستشهدة بمصادر مجهولة، ذكرت بأنه في ديسمبر 2006، مسؤول سوري كبير (كان استنادا إلى إحدى المقالات رئيس لجنة الطاقة الذرية السورية، إبراهيم عثمان) وصل إلى لندن تحت اسم مزيف. الموساد قد اكتشف حجز للمسؤول في فندق لندن، وأرسل عشر وكلاء سريين على الأقل إلى لندن. الوكلاء قسموا في ثلاث فرق. مجموعة واحدة أرسلت إلى مطار هيثرو لتحديد هوية المسؤول عند وصوله، ثانية للحجز في فندقه، وثالثة لمراقبة حركاته وزواره. بعض العناصر كانوا من قسم كيدون، الذي يتخصص في الاغتيالات، وقسم نفيعوت، الذي يتخصص في اقتحام البيوت، السفارات، وغرف الفنادق لتركيب أجهزة التصنت. في اليوم الأول من زيارته، زار السفارة السورية ومن ثم ذهب للتسوق. تبعه عناصر كيدون بعناية، بينما اقتحم عناصر نفيعوت غرفة فندقه ووجدوا حاسوبه النقال. ثم ركب خبير حاسوب برمجياتا سمحت للموساد بمراقبة نشاطاته على الحاسوب. عندما فحصت مادة الحاسوب في مقر الموساد، وجد مسؤولين مخططات ومئات من صور منشأة الكبر في المراحل المختلفة من البناء، ومراسلة. أظهرت صورة واحدة المسؤول النووي الكوري الشمالي تشون تشيبو يجتمع بإبراهيم عثمان، مدير وكالة الطاقة الذرية السورية. مع ذلك الموساد قد خطط أصلا لقتل المسؤول في لندن، تقرر الحفاظ على حياته بعد الاكتشاف. أبلغ رئيس الوزراء الإسرائيلي إيهود أولمرت. في الشهر التالي، كون أولمرت لجنة ثلاثية العضوية للإبلاغ عن برنامج سوريا النووي. وكالة المخابرات المركزية أعلمت وشبكة المخابرات الأمريكية أيضا انضمت إلى المسعى للمزيد من المعلومات. بعد ستّ أشهر، العميد يعقوب عميدرور، أحد أعضاء اللجنة، أخبر أولمرت بأن سوريا كانت تعمل مع كوريا الشمالية وإيران على منشأة نووية. إيران قد وفرت مليار دولار إلى المشروع، وخططت لاستخدام منشأة الكبر لاستبدال المنشآت الإيرانية إذا لم تستطع إيران إكمال برنامجها لتخصيب يورانيوم.